# Reload (album Toma Jonesa)
Reload to nazwa albumu walijskiego piosenkarza Toma Jonesa wydanego w 1999.
Po długiej karierze i zauważalnym zniknięciu z list przebojów na kilka lat Jones postanowił odnowić swoją karierę wydając album z 14 coverami i 3 oryginalnymi piosenkami (Sexbomb, Looking Out My Window oraz Sometimes We Cry) nagrywanymi w duetach z innymi artystami.
Reload stał się najlepiej sprzedającym albumem w karierze Jonesa, osiągnąwszy pierwszą pozycję na brytyjskich listach w 1999 i 2000 roku. Sprzedało się ponad 6 milionów kopii.
Album nie został natychmiastowo wydany w USA, ponieważ wytwórnia płytowa z USA, miała zastrzeżenia, co do artystów pojawiających się na płycie, którzy byli mało znani poza granicami Wielkiej Brytanii. Jones zaplanował nagrać dodatkowe utwory ze znanymi wykonawcami z USA i wydać je na specjalnej wersji albumu przeznaczonej na rynek amerykański. Plany nigdy nie doszły do skutku.

## Lista utworów
1. „Burning Down The House” (z The Cardigans, autorzy: David Byrne / Tina Weymouth / Christopher Frantz / Jerry’ego Harrisona z Talking Heads)
2. „Mama Told Me Not To Come” (z Stereophonics, autor: Randy Newman)
3. „Are You Gonna Go My Way” (z Robbie Williamsem, autorzy: Lenny Kravitz / Craig Ross)
4. „All Mine” (z The Divine Comedy, autorzy Geoff Barrow / Beth Gibbons / Adrian Utley z Portishead)
5. „Sunny Afternoon” (ze Space, autor: Ray Davies z The Kinks)
6. „You're right, I'm Left, She's Gone” (z Jamesem Deanem Bradfieldem, autorzy: Stan Kesler / William E. Taylor)
7. „Sexbomb” (z Mousse T, autorzy: Mousse T / Errol Rennalls)
8. „You Need Love Like I Do” (z Heather Small, autorzy Norman Whitfield i Barrett Strong z The Temptations)
9. „Looking Out My Window” (z James Taylor Quartet, autor: Tom Jones)
10. „Sometimes We Cry” (z Van Morrison)
11. „just For Life” (z The Pretenders, tekst: Iggy Pop / muzyka: David Bowie)
12. „Little Green Bag” (z Barenaked Ladies)
13. „Ain't That A Lot Of Love” (z Simply Red, autorzy: Willa Dean Parker i Homer Banks)
14. „She Drives Me Crazy” (z Zucchero)
15. „Never Tear Us Apart” (z Natalią Imbruglią)
16. „Baby It's Cold Outside” (z Cerys Matthews z Catatonia, autor: Frank Loesser)
17. „Motherless Child"

Specjalna edycja albumu zawiera również remiksy utworów „Sexbomb” i „You Need Love Like I Do”.